# Ave-do-paraíso-imperial

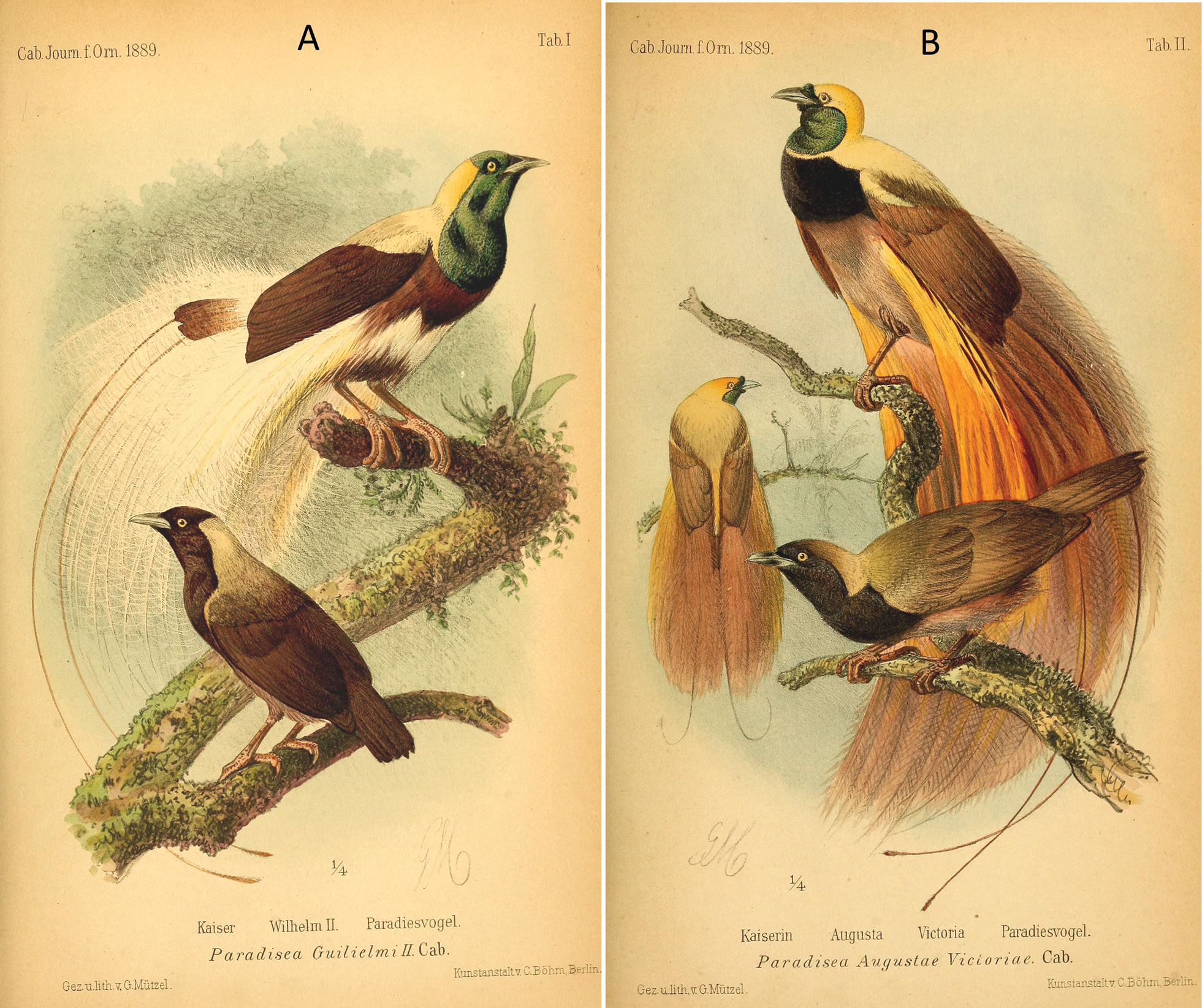
Representação artística da Ave-do-Paraíso-Imperial.

A ave-do-paraíso-imperial (Paradisaea guilielmi) é uma espécie de ave-do-paraíso do gênero Paradisaea. É uma espécie considerada ameaçada de extinção, sendo desconhecido o número preciso de indivíduos.

## Etiologia
O nome cientifico da ave é Paradisaea guilielmi, sendo Paradisaea (latim, paraíso) e guilielmi (homenagem a Guilherme II, Imperador da Alemanha e Rei da Prússia)

## Descrição
É um grande pássaro (um macho adulto mede cerca de 33 centímetros de comprimento e uma fêmea 31 centímetros de comprimento) que habita as florestas da Papua Nova Guiné, em locais como Península de Huon, Saruwaged, Finisterre, Rawlinson e Cromwell Ranges. Essa espécie possuí dimorfismo sexual: O macho tem 2 longas flâmulas de cauda preta, penas verdes na face, asas castanhas e plumas brancas que ele espalha em sua elaborada exibição, se pendurando de cabeça para baixo e balançando de um lado para o outro. Já a fêmea tem um rosto e tronco preto.

## Alimentação
A ave-do-paraíso-imperial se alimenta principalmente de frutas e pequenos artrópodes.

## Cortejo e reprodução
Os machos disputam a atenção das fêmeas: eles saltando de galho em galho, se penduram de cabeça para baixo e exibem suas penas coloridas, além de expandir suas penas em formato de disco. 
A época de reprodução vai de setembro a dezembro. Sabe-se que as fêmeas constroem seus ninhos sozinhas, mas o período de incubação e desenvolvimento dos filhotes ainda é desconhecido. Há registros de hibridização com a espécie ave-do-paraíso-real (Cicinnurus regius).